# Entretien professionnel
 (novembre 2023).
Un entretien professionnel vise à recenser les besoins de formation d'un salarié, rendre le salarié acteur de son évolution professionnelle. Il fut instauré par l'Accord National Interprofessionnel du 5 décembre 2003 en amont de la formation par de nouveaux outils de gestion des compétences. Cet entretien professionnel ne doit pas être confondu avec celui réalisé annuellement et individuellement dans la fonction publique en vue d’évaluer la valeur professionnelle des fonctionnaires de l’État.
Les propositions en matière d’actions de formation professionnelle qui seraient faites lors de ces entretiens peuvent être, avec l'accord du salarié, portées dans une annexe à son passeport formation.
L'entretien professionnel doit se différencier de l’Entretien annuel ou l'Entretien d'évaluation qui vise, notamment à :
- Apprécier le travail fourni en fonction d’objectifs fixés qui pourra avoir un impact sur le salaire, les primes et les possibilités de promotion
- Échanger sur les objectifs à atteindre
- Donner un retour d’informations relatif à la performance du salarié

Les deux entretiens distincts doivent faire l'objet d'un compte rendu écrit. Les deux entretiens, distincts, peuvent avoir lieu le même jour.

## Régime de l’entretien professionnel
Comme le prévoit l’article 1-1-1 de l’avenant du 8 juillet 2004 :
« Pour lui permettre d’être acteur dans son évolution professionnelle, tout salarié ayant au moins deux années d’activité dans une même entreprise bénéficie, au minimum tous les deux ans, d’un entretien professionnel réalisé par l’entreprise, conformément aux dispositions d’un accord de branche ou d’entreprise conclu en la matière ou, à défaut, dans les conditions définies par le chef d’entreprise. »
La loi n° 2014-288 du 5 mars 2014 relative à la formation professionnelle, à l'emploi et à la démocratie sociale l'a rendu obligatoire, avec une périodicité de deux ans maximum, ou après certaines interruptions de travail (retour de congé maternité, arrêt maladie de longue durée, etc.).
De plus, tous les six ans, cet entretien devient entretien bilan pour vérifier que le salarié a :
- suivi au moins une formation,

- acquis un élément de certification professionnelle (diplôme, titre professionnel...) par la formation ou par une validation des acquis de l'expérience,
- et bénéficié d'une progression salariale ou professionnelle.

Un compte-rendu est rédigé  et une copie remise au salarié. Si au moins deux de ses trois obligations ne sont pas respectées, l'employeur doit abonder le compte personnel de formation du salarié de 100 heures s'il travaille à temps plein,ou 130 heures s'il travaille à temps partiel. Ces heures sont fiscalisées, elles donnent lieu au versement à l'organisme paritaire collecteur agréé de l'entreprise d'un forfait horaire de 30 €, soit respectivement 3000 € ou 3900 €.
L'entretien professionnel a lieu à l’initiative du salarié, celle de l'employeur ou de son représentant et, si l'employeur le souhaite, avec un concours technique extérieur.
L'entretien professionnel, sauf disposition conventionnelle contraire, doit avoir lieu sur le temps de travail.
L'entretien professionnel doit permettre à chaque salarié d'élaborer son projet professionnel à partir de ses souhaits d'évolution dans l'entreprise, de ses aptitudes et en fonction de la situation de l'entreprise.
Les objectifs peuvent être différents selon que l'on se place du côté de l'employeur ou du salarié :

### Pour l’entreprise
- Recenser les besoins individuels de formation
- Faire un bilan du fonctionnement du service et de l’équipe
- Faire progresser ses collaborateurs au niveau individuel et collectif
- Favoriser la motivation, l'implication et la responsabilisation des salariés

### Pour le salarié
- Le rendre acteur de son évolution professionnelle
- Exprimer ses souhaits d’évolution et établir un plan d’action
- Permettre au salarié de recenser toutes les actions de formation qui lui ont permis d’acquérir des compétences ou de les améliorer : ces informations peuvent être retranscrites dans son passeport formation
- Permettre au salarié de se positionner par rapport aux compétences nécessaires à son poste de travail
- Pour le salarié, c'est le moment privilégié dans sa relation avec son responsable hiérarchique au cours duquel il va parler de lui, de la façon dont son travail se passe et d'une façon générale de la façon dont son activité professionnelle se déroule et peut évoluer

Dès lors, il apparaît clairement que l’entretien professionnel ainsi que le Passeport formation participeront à terme à la gestion des compétences (GPEC).
En effet, de multiples intérêts peuvent être mis en avant :
- Doter les responsables hiérarchiques d’un outil essentiel de management et de pilotage
- Instaurer un dialogue social
- Permettre au salarié de bâtir un plan d’action
- Optimiser les financements de la formation (Plan, DIF, Périodes et contrats de professionnalisation)
- Identifier les besoins en formation en l’associant à la GPEC

Selon l’avenant du 8 juillet 2004, un accord de branche devra définir les modalités de préparation et de mise en œuvre de l’entretien professionnel.

## Proposition de mise en œuvre de l’entretien professionnel

### Cadre de l’entretien professionnel
Afin de pérenniser la mise en place de l’entretien professionnel, il serait intéressant que l'entreprise se dote : 
- d'une véritable volonté politique
- d'une implication de l'encadrement
- d'une communication interne autour de la démarche
- d'une formation des managers et des salariés

À cet effet, l'entreprise pourrait délimiter les règles de structuration de cet entretien professionnel : voici une liste non exhaustive de questions que l’entreprise pourrait se poser.
- Qui sera responsable de l'organisation, de la synthèse et du suivi de l'entretien professionnel ?
- Comment faire adhérer et impliquer la direction ainsi que les collaborateurs ?
- Comment organiser la formation de l'encadrement ?
- Qui mènera l’entretien ?
- Quelle périodicité envisagée ? À quel moment de l'année ?
- Quelle sera la forme et le contenu du document support ?
- Quelle utilisation sera faite du compte rendu et à qui sera-t-il diffusé ?
- Quel retour fera-t-on aux demandes formulées par le collaborateur ? Quand ? Comment ?

Voici quelques propositions de réponse : 
- la responsabilité de l’entretien incomberait en priorité à l’encadrant. En effet, il devrait piloter, conduire l'entretien et devrait également en assurer son organisation (prise de rendez-vous, lieu neutre, conditions extérieures...)
- la DRH garantirait la réalisation, le suivi et la bonne utilisation des entretiens. Elle assurerait en outre l'exploitation des informations en corrélation avec le service formation. Elle pourrait également intervenir dans l’entretien afin d'apporter son expertise sur la formation et les nouveaux dispositifs. Le cas échéant, elle pourrait assurer un relais a posteriori pour le salarié.

### Préparation de l’entretien professionnel
L'entretien se doit d'être soigneusement préparé, tant par celui qui conduit l’entretien que par le collaborateur. Il devrait être précédé d’une communication efficace, afin d’être compris et accepté par tous.
Ainsi, l’encadrant se devra d'être vigilant et de respecter un certain nombre de points :
- Être parfaitement renseigné sur le profil professionnel de son interlocuteur
- Remettre au salarié le questionnaire support à l’entretien une dizaine de jours avant
- Préparer matériellement l'entretien (respect de la date, des horaires...)
- Prévoir de 30 min à 1h selon la catégorie de salarié, les difficultés identifiées, les besoins exprimés
- Auto-analyser le contenu de l’entretien (lister l'ensemble des formations suivies qui serviront de repère et de base à la discussion ; ces éléments pourront être relevés dans le passeport formation)

### La conduite de l'entretien professionnel
L'entretien doit être fondé sur des décisions concertées ou négociées afin d’éviter tout conflit potentiel et faciliter la mise en place de plans d’actions.
Pour cela, il peut être important de :
- Créer un climat de confiance dès les premières minutes (remercier le collaborateur de sa présence, créer le contact)
- Développer une écoute active, une écoute de qualité
- Détecter les besoins et les motivations du salarié
- Concilier divergence d’idées et respect mutuel
- Proposer les outils tels que le bilan de compétences, le passeport formation, la VAE afin d’anticiper les besoins
- Remplir une grille d’entretien qui servira de support aussi bien à la rédaction d’un compte-rendu qu'à la préparation du prochain entretien professionnel

L’entretien professionnel pourrait être structuré en différents temps :
- Il sera important de dresser un bilan des actions que le salarié aurait pu suivre au cours des années antérieures, de leurs apports et de leur impact sur l’efficacité du salarié à moyen et long terme.

NB : Ce bilan pourrait servir à compléter le passeport formation du salarié.
- Une fois le bilan réalisé, le salarié pourrait exprimer ses souhaits d'évolution ou de développement de compétences. L'encadrant se devra d'avoir la capacité d’établir une corrélation entre les compétences détenues par le salarié et la stratégie de l'entreprise ou du service

- Dès lors, un dialogue pourrait être engagé afin de dégager des solutions formatives qui permettraient de répondre aux vœux du salarié en tenant compte des impératifs de l'entreprise

- À ce stade avancé de l'entretien, l'encadrant et le salarié pourraient négocier des engagements réciproques en réponse au projet professionnel de ce dernier

NB : À ce jour, l'entretien professionnel n'a pas de valeur contractuelle.

### Conclusion de l’entretien professionnel
Il conviendra de s’assurer de la bonne compréhension des échanges et des négociations opérés avec le salarié (reformuler les points clés).
Avant de mettre fin à l'entretien, il conviendrait de faire le point sur ce qui a été constructif lors de la réunion et sur ce qui l'était moins : il faudra valider la participation du salarié par une signature sur le document support.

### Suivi de l’entretien professionnel
Un entretien non suivi d'effet ne peut que ternir l'image du dispositif auprès des salariés. Quelques mesures permettraient d'éviter cela :
- la possibilité de remettre le compte-rendu au salarié pour relecture et signature, et lui transmettre la copie ou l'original
- essayer de mettre en place le plan d'actions négocié en entretien : formation, mobilité...
- effectuer un traitement des résultats : rôle de la DRH (bien identifier la nature de la demande du salarié, quelle réponse lui apporter en fonction des dispositifs existants, sous quelle forme et sous quel délai lui apporter une réponse, faire une synthèse de tous les entretiens menés)

## La réforme de 2014
Maintenir l’employabilité des salariés, tel est l'objectif de l'entretien professionnel qui prend une dimension supérieure avec la réforme 2014 de la formation professionnelle (Loi no 2014-288 du 5 mars 2014 relative à la formation professionnelle, à l'emploi et à la démocratie sociale). L'entretien professionnel qui doit être porté à la connaissance de l'employé à son embauche est obligatoire d'un point de vue légal, il a lieu tous les 2 ans ou après une absence du salarié (congé de maternité, sabbatique, arrêt maladie de plus de six mois...) et au 1er janvier 2015 pourra donner lieu à un abondement du compte personnel de formation, s'il n'a pas été réalisé comme il se doit, en application de la loi sur la formation professionnelle. Un bilan est prévu tous les 6 ans avec pour objectif de faire le point et notamment de déterminer si l'employé a bien été convié aux entretiens professionnels obligatoires et participé à une action de formation, obtenu une certification professionnelle et fait l'objet d'une progression en terme salarial ou professionnel. Dans le cas contraire, les entreprises d’au moins 50 salariés s'exposent à des sanctions qui prennent la forme d'une somme forfaitaire à verser à un OPCA.
Toutes ces actions à destination du salarié pour qu'il soit un véritable acteur de son évolution professionnelle et qu'il dispose des moyens nécessaires à l'amélioration de ses compétences sont formalisées par l'établissement d'un compte-rendu écrit. Ce dernier pouvant être réalisé sur la base d'un modèle mis à disposition par l'OPCA.
La loi sur la formation professionnelle a été adoptée le 26 février 2014 par l'Assemblée nationale (Texte no 317) et le 27 février 2014 par le Sénat (Texte no 91), rendant ainsi l'entretien professionnel obligatoire, à ne pas confondre avec l'entretien d'évaluation. L'entretien professionnel portant exclusivement sur l'évolution de la carrière au sein de l'entreprise.
Tous les salariés sont concernés par l'entretien professionnel, peu importe le type de leur contrat de travail : contrat à durée indéterminée, déterminée, contrat aidé, contrat unique d’insertion, contrat de professionnalisation ou autres.  

## Les impacts sociaux et économiques de l’entretien professionnel
L’entretien professionnel joue un rôle clé dans l’amélioration du climat social au sein de l’entreprise. En offrant un cadre d’échange structuré, il valorise les aspirations et besoins des collaborateurs, ce qui renforce leur engagement et leur sentiment d’appartenance. Les salariés se sentent écoutés et soutenus dans leurs projets professionnels (mobilité interne, reconversion…), ce qui contribue directement à leur motivation.
D’un point de vue économique, l’entretien professionnel permet à l’entreprise d’optimiser la gestion de ses ressources humaines. En identifiant précisément les besoins en compétences et en formation, il contribue à adapter les équipes aux évolutions du marché et aux stratégies de l’entreprise. Cette gestion proactive des compétences limite les coûts liés au recrutement externe en favorisant la mobilité interne. De plus, en réduisant le turnover et les départs non anticipés, l’entretien professionnel minimise les coûts indirects liés à la désorganisation des équipes et à la perte de savoir-faire.
En synthèse, l’entretien professionnel n’est pas seulement une obligation légale : il représente un véritable levier RH stratégique. En conciliant attentes des salariés et objectifs de l’organisation, il renforce à la fois la cohésion interne et la performance globale.